# Deanna
 'Deanna' es un cultivar moderno de higuera de tipo higo común Ficus carica unífera, de higos de piel color verde amarillento a amarillo. En América del Norte son capaces de ser cultivadas en USDA Hardiness Zones 8 a 10.

## Sinonimia
- „Deana“.[4]

## Historia
La Universidad de California en Riverside (UC Riverside) ha mantenido programas de mejoramiento de variedades de higos desde 1922. Los cultivares 'Conadria' y 'DiRedo' fueron lanzados a la industria a partir de este programa a mediados de la década de 1950.
La clave para el desarrollo de las plántulas híbridas de higo que son persistentes (autofértil) o del tipo higo común llegó en 1942 cuando el Dr. Ira Condit descubrió un tipo único de cabrahigo creciendo en Cordelia, California. Este Cabrahigo, que se cree que es un cultivar europeo llamado 'Croisic', era partenocárpico, comestible y podía transmitir la característica persistente a una porción de una población de plántulas desarrollada a partir de él.
Surgieron del programa de mejoramiento en Riverside, California, y fueron seleccionadas por ser resistentes a las grietas y a las hendiduras; la mayoría tiene un ojo pequeño. Todos tienen un contenido de azúcar muy alto y son muy resistentes a la descomposición. Además de las variedades enumeradas, hay muchas otras que no he incluido porque todavía están siendo evaluadas.
'Deanna' es otro de los higos que salió del programa de cría del Dr. Ira J. Condit en UC Davis, Riverside. Fue desarrollado para reemplazar a 'Calimyrna' y también tiene buena resistencia al frío. Las higueras se desarrollan mejor donde tienen al menos 8 horas de sol directo por día. Una vez bien establecidos, son bastante tolerantes a la sequía, pero los periodos secos prolongados pueden provocar la caída de hojas y frutos, así como la latencia temprana. Un mantillo orgánico profundo ayudará a aliviar los niveles extremos de humedad, a reducir los problemas de nematodos, así como a reducir la competencia de las malezas.

## Características
Las higueras 'Deanna' se pueden cultivar en USDA Hardiness Zones 8 a 10.
'Deanna' es un árbol mediano unífera, produce grandes higos (cada higo hace 4 de 'Celeste'), verdes que maduran con un color de piel amarillo o amarillo verdoso. La pulpa de color fresa a ámbar se considera de muy buena calidad rico en aromas, son refrescantes y muy dulces en sabor. El ostiolo es pequeño, lo que ayuda a minimizar el deterioro y el avinagrado por la lluvia. Es tan productivo como 'White Adriatic', pero tiene un ostiolo más pequeño y, por lo tanto, menos problemas de calidad. Los higos secos son similares a los del 'Calimyrna'.
Es ideal para climas cálidos y secos como el del Valle Central. Es otra de las variedades de higo criada e introducida por el Dr. Ira Condit, 'Deanna' es buena como higo fresco, higo seco y para pasta de higo. Esta variedad es autofértil y no necesita otras higueras para ser polinizada. El higo tiene un ostiolo pequeño que evita el deterioro durante condiciones climáticas adversas.

## Cultivo
Se cultiva sobre todo en el Valle Central, San Joaquin Valley de California y en Australia.
'Deanna' son higueras productoras de higos que dan lugar a excelente higos de tamaño grande, un híbrido Condit que se encuentra en el comercio, pero aparentemente nunca oficialmente lanzado.